# Yamaguchi Kazuki (cầu thủ bóng đá, sinh năm 1995)
Kazuki Yamaguchi (sinh ngày 15 tháng 5 năm 1995) là một cầu thủ bóng đá người Nhật Bản.

## Sự nghiệp câu lạc bộ
Kazuki Yamaguchi (1995) đã từng chơi cho Shonan Bellmare.